# Sluhy
Sluhy (en allemand : Horomierschitz) est une commune du district de Prague-Est, dans la région de Bohême-Centrale, en République tchèque. Sa population s'élevait à 700 habitants en 2020.

## Géographie
Sluhy se trouve à 4,5 km au sud-sud-ouest de Kostelec nad Labem, à 7,5 km à l'ouest de Brandýs nad Labem-Stará Boleslav et à 15 km au nord-est de Prague.
La commune est limitée par Mratín à l'ouest et au nord-ouest, par Kostelec nad Labem au nord-est, par Polerady et Brázdim à l'est, par Veleň au sud et par Měšice au sud-ouest.

## Histoire
La première mention écrite de la localité date de 1238.

## Transports
Par la route, Sluhy se trouve à 5,5 km de Kostelec nad Labem, à 8,5 km de Brandýs nad Labem-Stará Boleslav et à 18 km du centre de Prague.